# Eatonigenia
Eatonigenia is een geslacht van haften (Ephemeroptera) uit de familie Ephemeridae.

## Soorten
Het geslacht Eatonigenia omvat de volgende soorten:
- Eatonigenia chaperi
- Eatonigenia chinei
- Eatonigenia indica
- Eatonigenia philippina
- Eatonigenia seca
- Eatonigenia trirama